# Четири годишња доба (мини-серија)
Четири годишња дова (енгл. The Four Seasons) америчка је мини-серија коју су створили Тина Феј, Ланг Фишер и Трејси Вигфилд за Netflix. Адаптација је истоименог филма из 1981. Приказана је 1. маја 2025.

## Радња
Деценијама дуго пријатељство три брачна пара нађе се на тесту кад се један пар разведе и тиме закомпликује њихову традицију викенд-путовања свака три месеца.

## Улоге
| Глумац           | Улога |
| ---------------- | ----- |
| Тина Феј         | Кејт  |
| Стив Карел       | Ник   |
| Колман Доминго   | Дени  |
| Марко Калвани    | Клод  |
| Кери Кени Силвер | Ен    |
| Вил Форте        | Џек   |
| Ерика Хенингсен  | Џини  |

## Епизоде
| Бр. еп. | Наслов                           | Редитељ                               | Сценариста                            | Премијера    |
| ------- | -------------------------------- | ------------------------------------- | ------------------------------------- | ------------ |
| 1       | Кућа на језеру                   | Шари Шпрингер Берман и Роберт Пулчини | Тина Феј, Ланг Фишер и Трејси Вигфилд | 1. мај 2025. |
| 2       | Вртна забава                     | Шари Шпрингер Берман и Роберт Пулчини | Џош Сигал и Дилан Морган              | 1. мај 2025. |
| 3       | Еколошко одмаралиште             | Оз Родригез                           | Вали Чандрасекаран                    | 1. мај 2025. |
| 4       | Кафић на плажи                   | Оз Родригез                           | Мет Витакер                           | 1. мај 2025. |
| 5       | Породични викенд                 | Џеф Ричмонд                           | Тина Феј                              | 1. мај 2025. |
| 6       | Врхунски фризби Ultimate Frisbee | Колман Доминго                        | Џон Риђи                              | 1. мај 2025. |
| 7       | Скијашки излет                   | Ланг Фишер                            | Лиса Мјуз Брајант                     | 1. мај 2025. |
| 8       | Забава                           | Ланг Фишер                            | Ланг Фишер и Трејси Вигфилд           | 1. мај 2025. |